# Parafia św. Patryka w Utqiaġviku
Parafia św. Patryka w Utqiaġviku – rzymskokatolicka parafia znajdująca się w diecezji Fairbanks, w regionie północnym, na Alasce, w Stanach Zjednoczonych.
Kościół św. Patryka w Utqiaġviku jest najdalej na północ wysuniętym kościołem katolickim na świecie.

## Historia
Kościół św. Patryka w Utqiaġviku powstał w 1954. Był to prowizoryczny budynek, przy którego urządzaniu wykorzystano opuszczone budynki wojskowe z czasów II wojny światowej. Służył tutejszym katolikom przez 38 lat. Ostatnią mszę świętą sprawowano w nim na Wielkanoc 1992. Następnie świątynia została zburzona, a na jej miejscu zbudowano nowy kościół. Pierwszą mszą świętą w nowej świątyni była pasterka 1992. 28 marca 1993 kościół konsekrował biskup Fairbanks Michael Kaniecki SI.
Dawniej parafię prowadzili jezuici. Od 2000 obsługiwana jest przez księży z Fairbanks. Obecnie przy parafii nie mieszka na stałe żaden kapłan.